# Special Duties
 (juillet 2021).
Special Duties est un groupe de punk rock britannique originaire de Colchester, Essex .

## Histoire

### Fondation
Special Duties a été créé en octobre 1977 par les amis Steve Green (Aka Arrogant), Steve Norris (Aka Duty) et Nigel Baker. Ils étaient punks à l'école, mais l'idée de former leur propre groupe leur est venue lorsqu'ils ont vu The Adverts à Colchester. Le fait que les trois écoliers ne savaient pas jouer et ne possédaient aucun instrument ne les a pas découragés. Ils ont décidé de mettre Arrogant au chant, Duty à la guitare et Baker à la basse. Le groupe devait à l'origine s'appeler X-pelled, mais ils sont passés à Special Duties lorsqu'une boîte d'environ 200 badges avec "Special Duties" imprimé dessus qui avait été volé dans une école de Colchester est entrée en leur possession, le groupe décidant qu'ils pouvaient économiser de l'argent sur la fabrication de badges en changeant simplement leur nom pour qu'il corresponde à celui volé .

### Premier concert
Pour leur premier concert en direct, le groupe a fait passer le mot dans le milieu punk underground qu'ils donneraient un concert gratuit sous le quartier commerçant de Colchester. Des centaines de personnes sont venues les voir jouer une version de quinze minutes de la seule chanson qu'ils connaissaient, "There'll Be No Tomorrow", interprétée dans le quai de chargement de Marks & Spencer.

### Premiers enregistrements
En 1980, Bart Povah rejoint le groupe et ils enregistrent leur première démo, ce qui leur vaut un contrat d'enregistrement avec Charnel House Records. Le groupe a signé chez Rondelet Records peu de temps après et a recruté le batteur Stuart Bray. Leur deuxième EP pour le label, "Police State" a passé deux mois dans le UK Indie Chart, incitant Rondelet à faire entrer le groupe en studio pour enregistrer leur premier album, 77 en 82. 

### Conflit avec Crass et dissolution
En 1982, Arrogant décide de déclarer la guerre au groupe anarcho-punk Crass. Leur premier LP a été suivi de leur single le plus vendu " Bullshit Crass ", une attaque contre un groupe qu'ils considéraient comme détruisant la scène punk traditionnelle. Il est venu avec une pochette de style Crass et la piste principale a commencé par des chants de "Fight Crass, not punk", parodiant l'une des chansons de Crass. Green a expliqué : « C'est le fait qu'ils ont déclaré" Le punk était mort ", et qu'ils ont joué cette musique vraiment sans mélodie. Je les voyais presque comme un culte religieux ». Cependant, après cela, les principaux distributeurs de leur musique, Rough Trade et Small Wonder, ont refusé de stocker leur matériel. Cette censure a beaucoup handicapé le groupe. En 1983, ils sortent le single "Punk Rocker" qui n'est pas bien distribué. La même année, le groupe se sépare.

### Reformation
Douze ans plus tard, le label Captain Oi ! a réédité 77 in 82, et encouragé par la réponse, le groupe s'est remis ensemble, jouant à Fuck Reading en 1995 à la Brixton Academy . Après cela, le groupe ne s'est plus séparé.
En 1997, le groupe a sorti "Wembley Wembley! (Wembley here we come)" pour commémorer Colchester United atteignant la finale de l'AutoWindscreens Shield de cette année à Wembley . Le CD comprenait également une version de " Up the U's! ", une chanson écrite sur le club de football et toujours chantée là-bas aujourd'hui. La troisième piste contenait de brèves interviews de joueurs, tels que Garrett Caldwell, Joe Dunne et l'ancien capitaine du club Karl Duguid .
En juillet 1998, le groupe se rend à New York pour un concert au CBGB's, publiant la performance sur l' album Live at CBGB 1998.
En 2007, le groupe a réenregistré "Up the U's!" avec le groupe local Koopa avec une chanson intitulée "Stand Up For Col U" de Koopa et avec la voix des joueurs de Colchester United Jamie Cureton, Chris Iwelumo, Wayne Brown, Karl Duguid, Kevin Watson, Pat Baldwin, Kevin McLeod et Dean Gerken . Le single est sorti pour récolter des fonds pour le Teenage Cancer Trust.
En 2012, Steve Arrogant a quitté le groupe et Steve Duty a succédé à son ami au chant et Dave Sadler à la basse.
En 2014, ils ont signé sur le label Jailhouse Records, qui a produit deux sorties discographiques. Ils ont commencé à jouer et à enregistrer régulièrement, avec de multiples apparitions dans des festivals, des spectacles et une tournée américaine en 2016 et les gros titres des festivals américains depuis.
En 2020, le groupe a enregistré son nouvel album de 14 titres « Seven Days A Week. Le groupe est en pourparlers avec les maisons de disques à propos de la date de sortie. . .

## Discographie
Les classements affichés dans les classements proviennent du UK Indie Chart.

### Albums
- '77 in '82 (1982) Rondelet (n°15)
- '77 in '97 (1997) Captain Oi !
- Live at CBGBs (1998)
- The Punk Singles Collection (1999)
- 77 One More Time: Volume 1 (2014) Jailhouse Records
- 77 One More Time: Volume 2 (2015) Jailhouse Records

### Singles/EP
- "Violent Society" n/w "Colchester Council" (1980) Charnel House
- "Violent Society" b/w "It Ain't Our Fault"/"Colchester Council" (1981) Ronndelet
- "Police State EP"' (1982) Rondelet (n°23)
- " Bullshit Crass " n/b " You're Doing Yourself No Good " (1982) Rondelet (No. 7)
- "Punk Rocker" n/b "Too Much Talking" (1983) Expulsion (No. 37)
- "Mutt" n/b "London Town" (1996) One Stop
- "Judge and Jury"/"Shadow" (1997) ( séparé avec Red Flag 77 )
- « Wembley ! Wembley!" b/w " Up the U's! " /"Interview" (1997) Capitaine Colchester
- "Split with Violent Society" (1998) Savon et pointes
- « Règles MRR » / « La cause perdue ou non » (1998) (divisé avec The Creed )
- "I Wish It could be '77 EP" (1999) Données
- « Up the U's! » / "Stand Up For Col U" (2007) (Collaboration avec Koopa )